# Marie-Chantal Chassé
Vous pouvez aider à l'améliorer ou bien discuter des problèmes sur sa page de discussion.
- Il ne s’appuie pas, ou pas assez, sur des sources secondaires ou tertiaires. (Marqué depuis septembre 2023)
- Son ton est trop promotionnel ou publicitaire, voire hagiographique. Le texte doit adopter un ton neutre et encyclopédique. (Marqué depuis septembre 2023)

- Archive Wikiwix
- Bing
- Cairn
- DuckDuckGo
- E. Universalis
- Gallica
- Google
- G. Books
- G. News
- G. Scholar
- Persée
- Qwant
- (zh) Baidu
- (ru) Yandex
- (wd) trouver des œuvres sur Wikidata

Marie-Chantal Chassé, aussi orthographiée MarieChantal Chassé, née le 20 octobre 1966 à Montréal, est une entrepreneure, administratrice de sociétés, ingénieure, femme politique québécoise, députée caquiste à l'Assemblée nationale du Québec de la circonscription de Châteauguay, en Montérégie de 2018 à 2022.
Elle est ministre de l'Environnement et de la Lutte contre les changements climatiques d'octobre 2018 à janvier 2019.

## Biographie
Marie-Chantal Chassé naît à Montréal le 20 octobre 1966, d'une mère enseignante au primaire et d'un père ingénieur œuvrant dans le monde municipal.

### Études
Marie-Chantal Chassé entreprend des études secondaires au Collège Durocher Saint-Lambert en 1979.
En 1991, elle termine un baccalauréat en génie des matériaux avec spécialité en innovation technologique et entrepreneuriat à Polytechnique Montréal. Ce diplôme précède son inscription à l'Ordre des ingénieurs du Québec (OIQ) en 1992 et son adhésion à l'Institut des administrateurs de sociétés (IAS) en 2012.

### Carrière en ingénierie
Marie-Chantal Chassé est notamment responsable d'un projet-pilote consistant à implanter des programmes d'amélioration continue dans les usines d'Alcan au début des années 1990.

### Carrière entrepreneuriale
Marie-Chantal Chassé est toujours à l'emploi d'Alcan lorsqu'elle effectue son entrée dans le monde entrepreneurial en 1997 en soutenant le lancement des opérations de l’entreprise de son mari. Pendant son deuxième congé de maternité, elle s’y consacre à temps plein et prend ainsi goût à l'entrepreneuriat. Elle devient coactionnaire de « Just in Time Aeronautic Assistance » (JITAA), une entreprise qui offre des services d’assistance technique, de maintenance et de réparation d’aéronefs. En moins de quatre ans, cette dernière génère des revenus de 10 millions de dollars.
Dès 1999, la filiale américaine de JITAA est créée de laquelle Marie-Chantal Chassé est également coactionnaire.
Treize mois après les attentats terroristes aux États-Unis, l'entreprise menée par Marie-Chantal Chassé est affectée financièrement par le ralentissement économique mondial dans le secteur de l'aéronautique : la filiale canadienne de JITAA ferme ses portes dès décembre 2002.
Simultanément à la fermeture de cette filiale, elle relance en tant qu’actionnaire unique, les activités canadiennes de JITAA en décembre 2002, cette fois sous un nouveau nom, JMJ Aéronautique. Elle acquiert ensuite la totalité des actions de la filiale américaine de JITAA, toujours en activité à l'époque, et la rebaptise JMJ Aerospace. Marie-Chantal Chassé transfère les opérations de l'entreprise en mai 2018 pour se consacrer à son nouveau rôle de députée de la circonscription provinciale de Châteauguay à l'Assemblée nationale du Québec. JMJ Aéronautique change de raison sociale en juin 2020, pour « JMJ Évolution ». Marie-Chantal Chassé transfère la présidence la même année à Angelika Wojcik, tout en demeurant actionnaire principale. JMJ Évolution célèbre ses 25 ans d'existence en 2021.
Après son départ de la politique, Marie-Chantal Chassé œuvre à titre de consultante, mentore et administratrice de sociétés.

### Carrière politique
Marie-Chantal Chassé est élue à l'élection québécoise d'octobre 2018 menant au premier gouvernement dirigé par la Coalition avenir Québec. Elle employait pour son prénom la graphie MarieChantal sans le trait d'union.
Dans le premier cabinet de ministres de François Legault, elle est nommée ministre de l'Environnement et de la Lutte contre les changements climatiques. Le 8 janvier 2019, elle démissionne de son poste de ministre à la demande de François Legault en raison de ses difficultés dans ses relations avec les journalistes,. Elle est remplacée par Benoit Charette, député de Deux-Montagnes. Lors d'une entrevue en mars 2019, au réseau TVA avec le journaliste Alain Laforest, Marie-Chantal Chassé indique que la fin précipitée de son mandat s'explique due au fait qu'elle en était à ses débuts dans le rôle de ministre, puis mentionne aussi que « [...] l’environnement était l’angle mort de la CAQ [...] ».
Marie-Chantal Chassé accède ensuite à la présidence de la Commission des relations avec les citoyens le 6 février 2019, un poste qu'elle occupe jusqu'au 16 septembre 2020.
Puis, elle entame son dernier rôle en politique dès le 16 septembre 2020 comme adjointe parlementaire du ministre de l’Économie et de l’Innovation (volets innovation et entrepreneuriat), un mandat qui parvient à échéance le 28 août 2022.
À ce poste, Marie-Chantal Chassé crée le premier « Grand Rendez-vous de l’innovation québécoise », une initiative du ministère de l’Économie et de l’Innovation en collaboration avec le Conseil de l’innovation du Québec qui mise sur les forces locales en recherche et en innovation. L'événement se tient à Montréal et en ligne les 18 et 19 novembre 2021 et Marie-Chantal Chassé y agit comme maître de cérémonie. Le rassemblement s'inscrit dans les consultations ultimes entourant la « Stratégie québécoise de recherche et d'innovation (SQRI) » se terminant en 2022 et visant à stimuler l’écosystème d'affaires provincial. Marie-Chantal Chassé est alors chargée de la mise en place de la stratégie suivante du gouvernement du Québec, la « SQRI² » (2022-2027), représentant un investissement approximatif de 7,5 milliards de dollars répartis sur 5 ans .
Le 20 mai 2022, elle annonce se retirer de la vie politique à la fin de son mandat.

## Résultats électoraux
|                                                                                               | Nom                       | Parti            | Nombre de voix | %      | Maj.  |
| --------------------------------------------------------------------------------------------- | ------------------------- | ---------------- | -------------- | ------ | ----- |
|                                                                                               | MarieChantal Chassé       | Coalition avenir | 12 259         | 37,1 % | 1 121 |
|                                                                                               | Pierre Moreau (sortant)   | Libéral          | 11 138         | 33,7 % | -     |
|                                                                                               | Sandrine Garcia-McDiarmid | Québec solidaire | 4 236          | 12,8 % | -     |
|                                                                                               | Jean-Philippe Thériault   | Parti québécois  | 4 055          | 12,3 % | -     |
|                                                                                               | Stephanie Stevenson       | Vert             | 624            | 1,9 %  | -     |
|                                                                                               | Jeff Benoit               | Conservateur     | 458            | 1,4 %  | -     |
|                                                                                               | Marie-Ève Masucci-Lauzon  | NPD Québec       | 310            | 0,9 %  | -     |
| Total                                                                                         | Total                     | Total            | 33 080         | 100 %  |       |
| Le taux de participation lors de l'élection était de 63,9 % et 539 bulletins ont été rejetés. |                           |                  |                |        |       |

## Livre
Marie-Chantal Chassé lance le 18 octobre 2018 le livre Pourquoi mon patron est aussi chiant? : croisade pour un monde du travail bienveillant et payant aux Éditions La Semaine.

## Appui à la cause féministe
Marie-Chantal Chassé a pris position publiquement quant à la place des femmes en politique  et en affaires. Lors de sa dernière allocution au Salon bleu de l'Assemblée nationale, elle lance le message  « Je me suis relevée aussi pour les femmes parce que je veux qu’elles croient qu’on peut avoir de l’audace [...], qu’on peut trébucher, se relever et en ressortir plus fortes. »,